# الوانی بیابانی
الوانی بیابانی، الوانی ارمنستانی (نام علمی: Allochrusa versicolor) نام یک گونه از سرده الوانی است.